# Мелітопольський краєзнавчий музей
Мелітопольський краєзнавчий музей — державний музей в Мелітополі. Експозиція музею знайомить з історією і природою Мелітопольського краю. Музей розташований в колишньому особняку купця Чернікова, побудованому в 1913 році.

## Заходи
17-21 січня 2018 року — Міжнародний флешмоб музейних селфі

## Історія музею

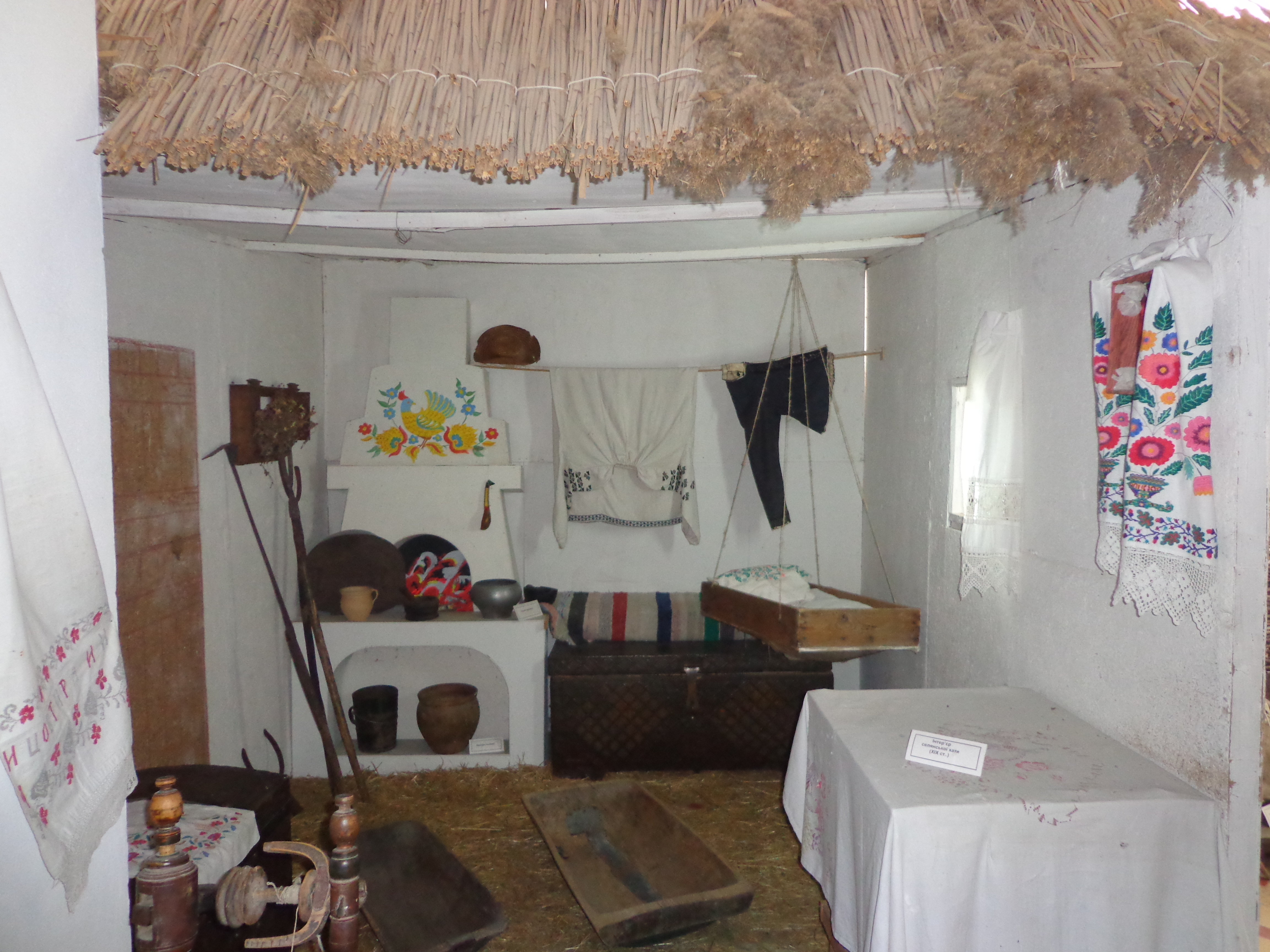
Інтер'єр української селянської хати XIX століття

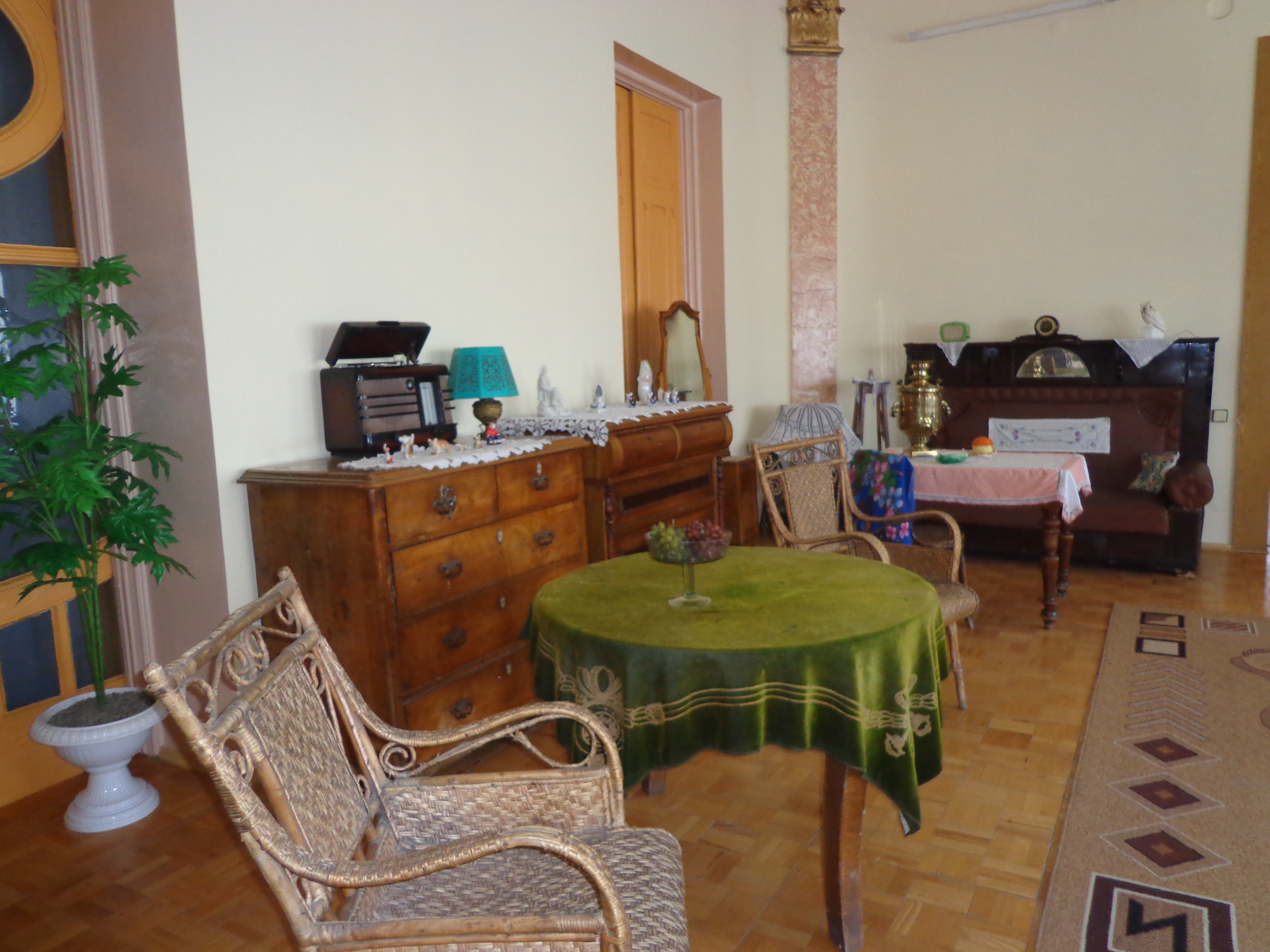
Інтер'єр початку XX століття

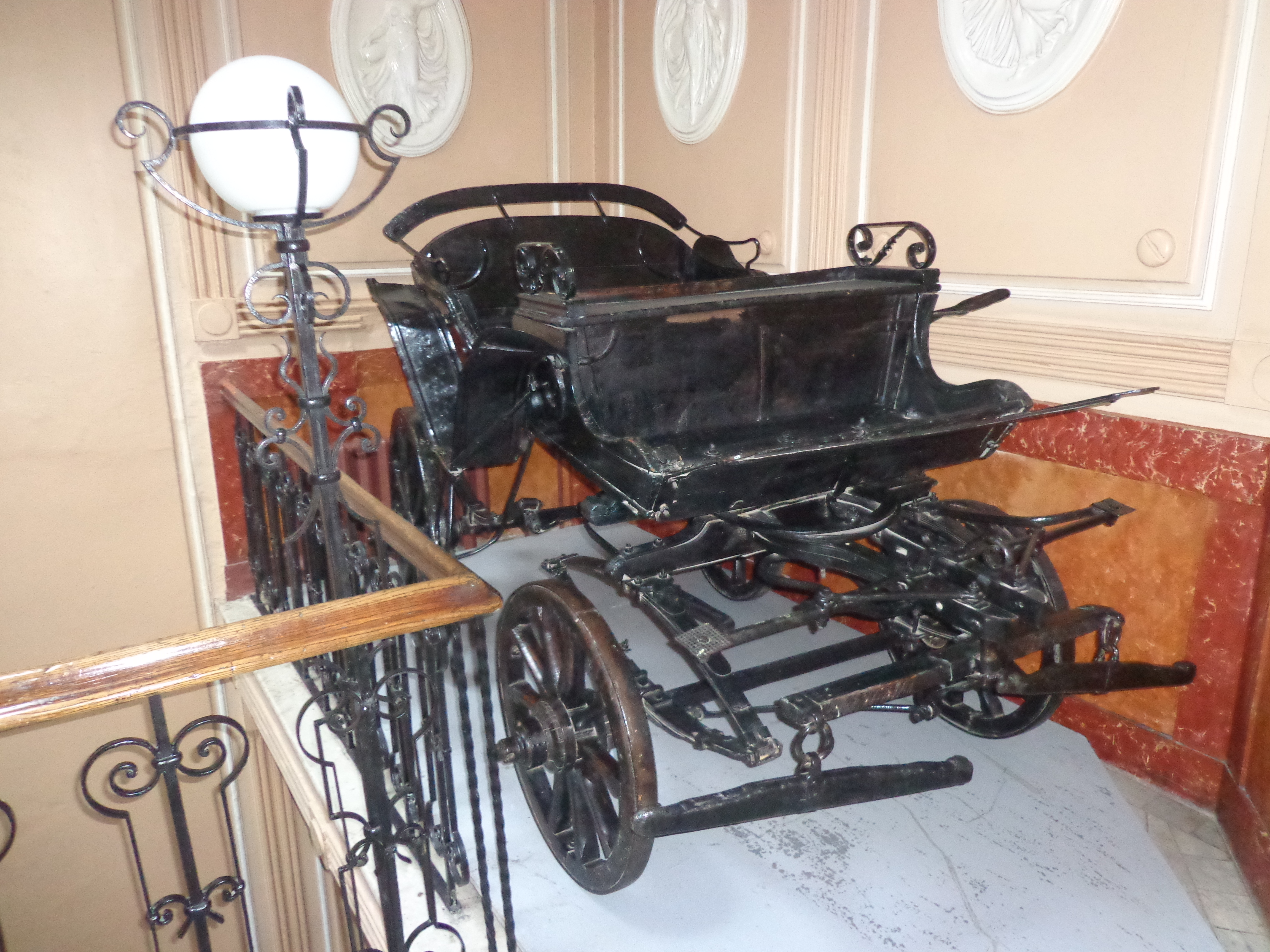
Червоноармійська тачанка часів Громадянської війни (1920 год)

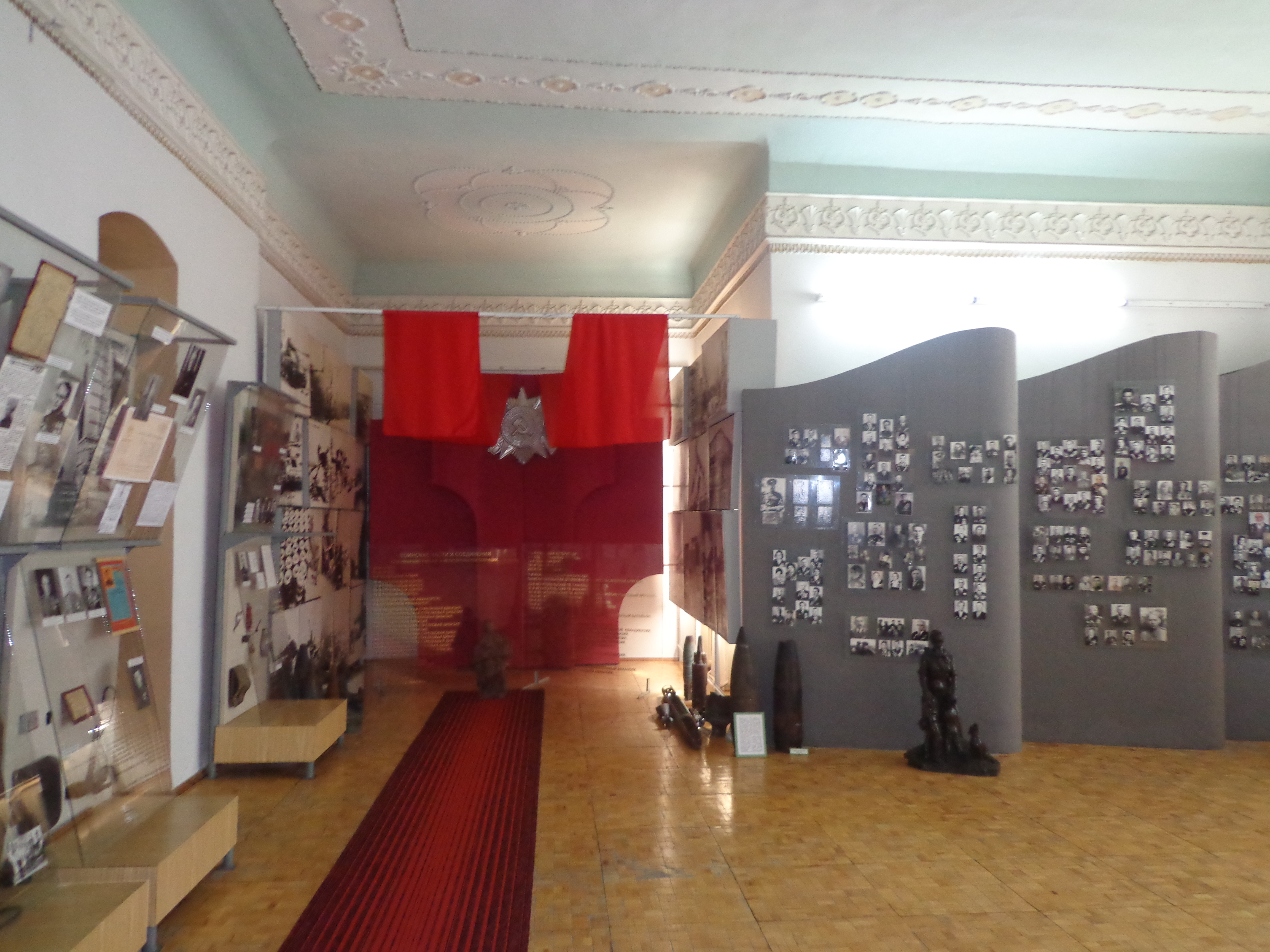
Зал німецько-радянської війни

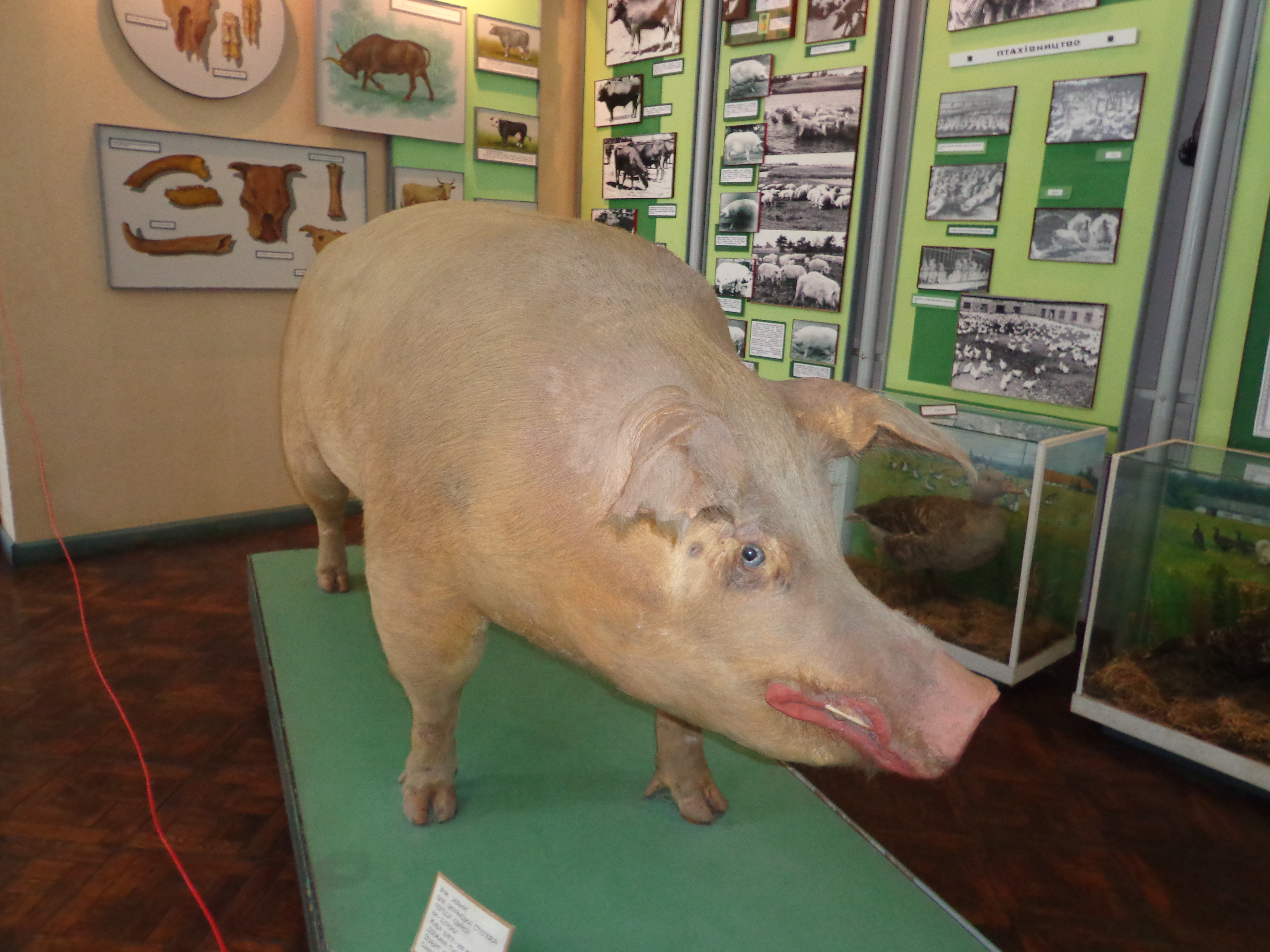
Опудало кабана у відділі природи

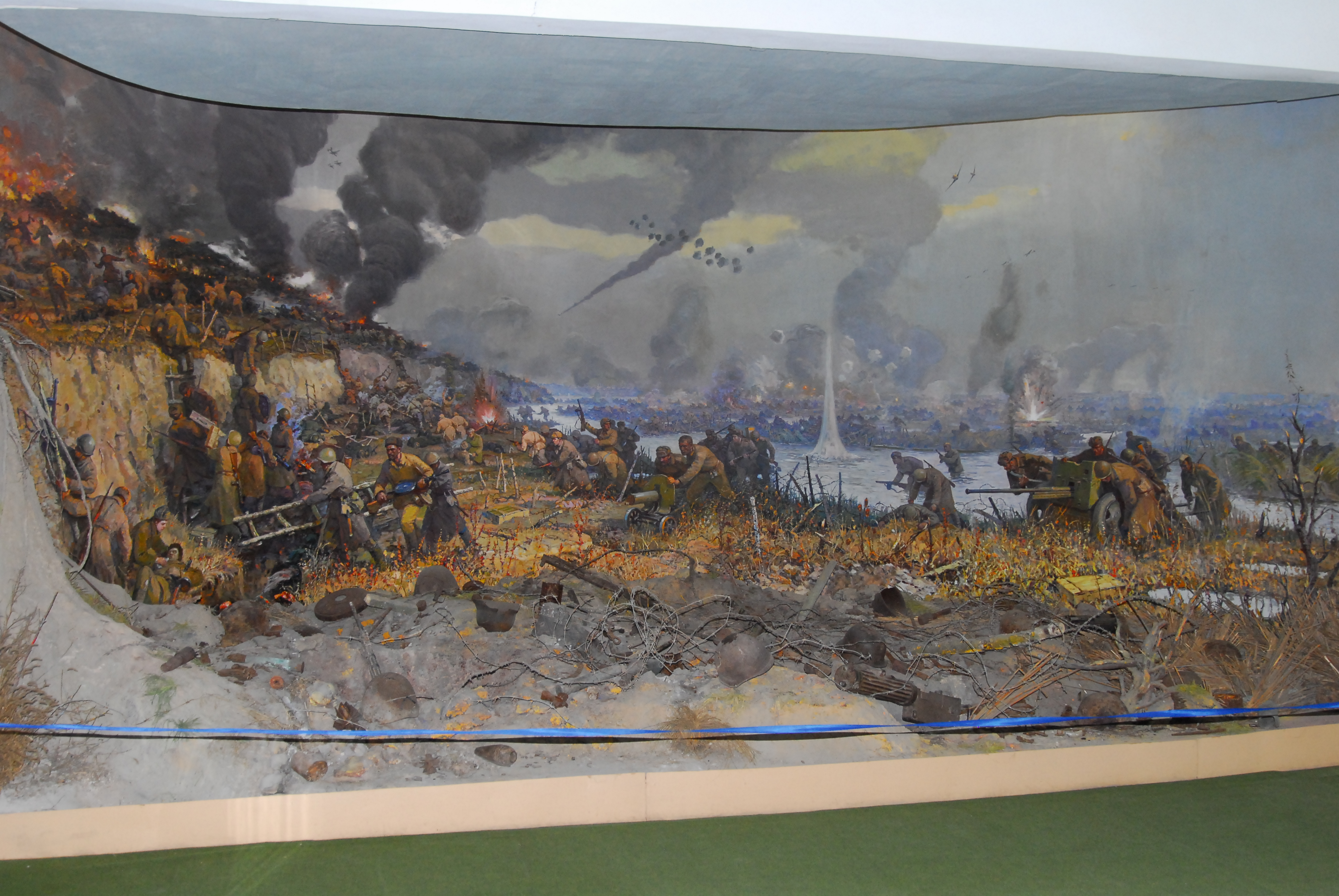

- Історія музею почалася, коли в 1900 році Мелітопольське земство за 750 рублів придбало колекцію з 180 опудал птахів[2].
- У 1910 році колекція земства була об'єднана з колекцією мелітопольського реального училища.
- 1 травня 1921 у будівлі по вулиці Дзержинського (нині Інтеркультурна) відкрився Мелітопольський крайовий музей. Першим директором музею став учитель Д. Я. Сердюков[3].
- Станом на 1928 музей займав 3 невеликих кімнати і коридор. Три кімнати займали історико-природничий, етнографічний та історико-археологічний відділи. Хоча в музеї було багато цікавих експонатів, недолік місця і безсистемність організації музейного матеріалу, на думку І. П. Курило-Кримчака, значно ускладнювали ознайомлення з колекцією[4].
- На початку 1930-х років директор музею І. П. Курило-Кримчак розгорнув широку природоохоронну роботу, захищаючи заповідники Північного Приазов'я від захоплення для сільськогосподарських потреб. Однак у січні 1935 Курило-Кримчак був звільнений з музею і заарештований.
- У роки німецько-радянської війни Курило-Кримчак, якого німці призначили бургомістром Мелітополя відновив роботу музею, знову ставши його директором[5].
- У 1967 музей переїхав в колишній особняк Чернікова на вулиці Карла Маркса (нині Михайла Грушевського)[6].
- З 1971 року директором музею був Б. Д. Михайлов. У 1972 році в музеї була створена діорама «Штурм радянськими військами лінії «Вотан» в жовтні 1943 року». Музей-заповідник «Кам'яна Могила», колишня філія краєзнавчого музею, в лютому 1986 був виділений у самостійну установу, і Б. Д. Михайлов став його першим директором. Музеї в Токмаку та Михайлівці також довгий час залишалися філіями Мелітопольського краєзнавчого музею[7].
- 2007 року сталася аварія на даху музею. Частина третього поверху була затоплена, деякі експозиції тимчасово закриті[8].
- 2012 року проведено Першу регіональну науково-практичну конференцію «Мелітопольські краєзнавчі читання»[9].
- В червні 2013 року у співпраці з Національним історико-археологічним заповідником «Кам'яна Могила» вперше Мелітопольський міський краєзнавчий музей організував та провів Міжнародну наукову конференцію «Північне Приазов'я в епоху кам'яної доби — енеоліту»[9].
- У 2015 році за підтримки Міжнародної організації CinemaHall були проведені фестивалі Відкрита ніч і Le Jour Le Plus Court.

## Будівля музею
Триповерховий особняк купця другої гільдії Чернікова був побудований в 1913 році. Інтер'єри будівлі рясно прикрашені художньою ліпниною.Іван Єгорович Черніков двічі обирався головою Міської думи — з 1891 по 1895, і з 1901 року по 1905 роки. Брати Чернікова володіли торговим домом, що спеціалізувався на постачанні в Мелітополь мануфактури. На першому поверсі особняка Чернікова розташовувався магазин, в якому продавалися швейні машинки американської компанії «Зінгер», а два верхніх поверхи будинку були житлові.
У 1917 році родина Чернікова емігрувала до Франції. З червня по жовтень 1920 року в будівлі розташовувався штаб генерала Врангеля. У 1920-х і 1930-х роках у будівлі діяли робочі клуби. Під час німецько-радянської війни в особняку розміщувалася німецька комендатура, а після звільнення Мелітополя — міськкоми партії і комсомолу. На першому поверсі будівлі довгий час розміщувалася ощадкаса. А в 1967 році міська влада передала пам'ятник історії та архітектури краєзнавчому музею.

## Експозиція
Нині фонди Мелітопольського краєзнавчого музею складаються з 60 тисяч експонатів і продовжують поповнюватися.
У музеї зберігається унікальна колекція скіфського золота IV ст. до н. е., отриманого в результаті розкопок Мелітопольського кургану.
Багата нумізматична колекція музею. Крім монет, вона включає в себе також ордени і медалі, жетони, печатки, значки, паперові грошові знаки. Значна частина колекції була отримана в 1986 у результаті випадкової знахідки скарбу срібних монет 1895—1925 років випуску.
Музейна колекція одягу відображає відмітні особливості різних районів Мелітопольщини. Колекція речових предметів включає в себе старовинні меблі, порцеляновий і глиняний посуд.
Природознавчий фонд музею включає геологічну, палеонтологічну, ботанічну, зоологічну, ентомологічну колекції.
Музей зібрав багатий фонд старовинних фотографій, книг і документів, які висвітлюють різні сторони економічного, політичного і культурного життя Мелітопольщини в різні роки.
Серед експонатів художньої колекції музею велику цінність представляють живописні та графічні роботи видатного художника Олександра Григоровича Тишлера, уродженця Мелітополя.
Музей регулярно проводить різноманітні виставки та експозиції, пов'язані з історією, природою і населенням Мелітопольщини.

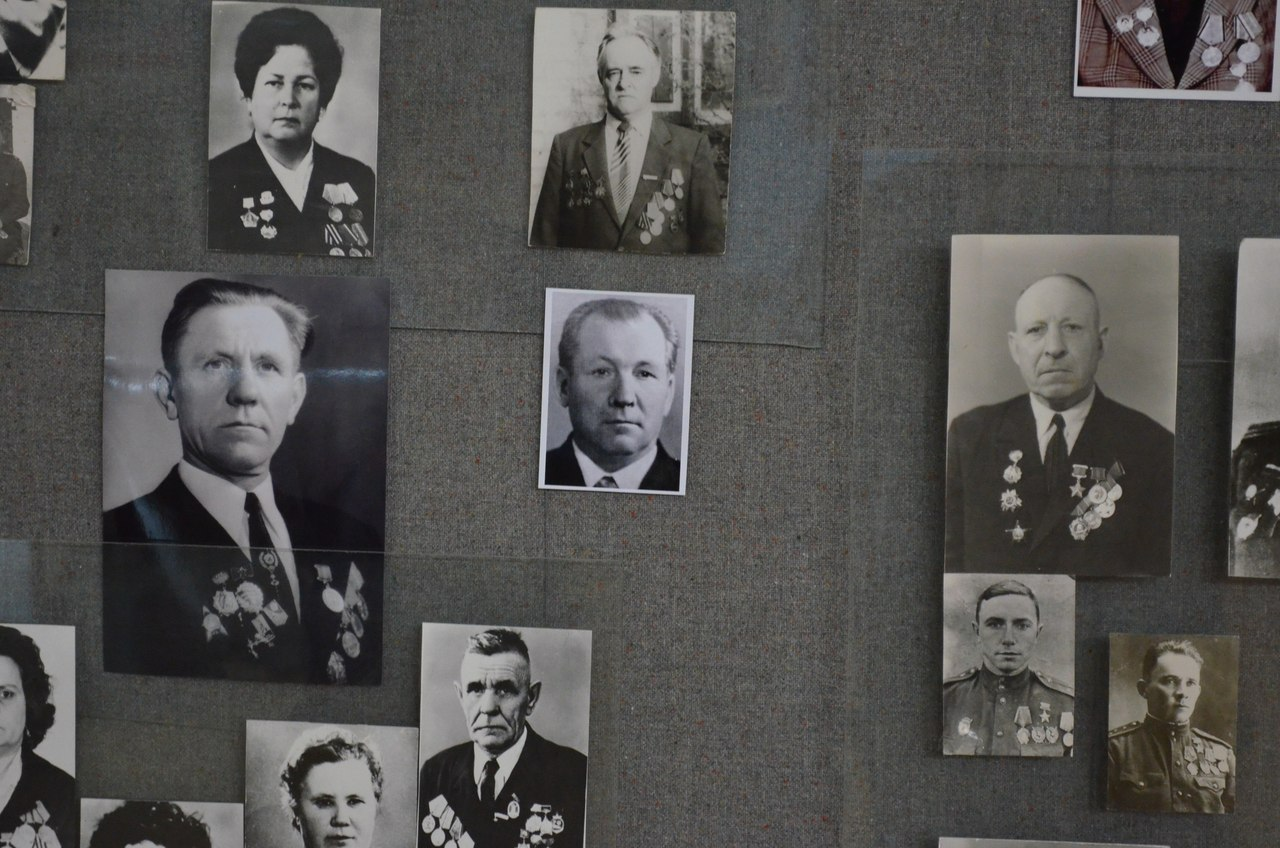

Також в музеї є експозиція на «хвилях пам'яті». 2015 року одне фото зайняло гідне місце в експозиції краєзнавчого музею Семен Савелійович Малишкін учасника ДСВ[прояснити].